# مايكل كوبرسون
مايكل كوبرسون (بالإنجليزية: Michael Cooperson)‏ هو أستاذ جامعي ومترجم، يعمل أستاذًا للغة العربية بجامعة كاليفورنيا في لوس أنجلوس، كما يعمل في مدرسة ميدلبري للغة العربية وجامعة ستانفورد. تخصص في ترجمة الأدب العربي إلى الإنجليزية.

## أعماله

### تأليف
- سير عربية كلاسيكية: ورثة الأنبياء في عصر المأمون (بالإنجليزية: Classical Arabic Biography: The Heirs of the Prophets in the Age of al-Ma'mun)‏
- المأمون (بالإنجليزية: Al-Mamun)‏ ضمن سلسلة «صناع العالم الإسلامي» (بالإنجليزية: Makers Of The Muslim World)‏

### ترجمة (عن العربية أو الفرنسية)
- عبد الفتاح كيليطو: الكتابة والتناسخ: مقالات في الثقافة العربية التقليدية (صدر سنة 1985 بالفرنسية تحت عنوان L'Auteur et ses doubles : essai sur la culture arabe classique، وترجمه كوبرسون تحت عنوان The Author and His Doubles: Essays on Classical Arabic Culture)
- خيري شلبي: رحلات الطرشجي الحلوجي (ترجمها كوبرسون تحت عنوان The Time-Travels of the Man Who Sold Pickles and Sweets، وصدرت عن قسم النشر بالجامعة الأمريكية بالقاهرة سنة 2010)[1]
- جرجي زيدان: الأمين والمأمون (ترجمها كوبرسون بعنوان The Caliph's Heirs — Brothers at War: the Fall of Baghdad)